# Obiektyw pryzmatyczny
Obiektyw pryzmatyczny – obiektyw, w którym układ soczewek zastąpiono pryzmatem, lub układem pryzmatów, gdzie ich ścianki nie są płaskie, tak jak w tradycyjnych pryzmatach, lecz mają kształt krzywizn odpowiadających krzywiznom soczewek.
Obiektywy pryzmatyczne stosowane są tam, gdzie jest zbyt mało miejsca dla tradycyjnych obiektywów. Miniaturowe obiektywy pryzmatyczne stosowane są w aparatach cyfrowych wbudowanych np. w telefony komórkowe.